# Marco Ureña
Marcos Danilo Ureña Porras vagy általában csak Marco Ureña (San José de Costa Rica, 1990. március 5.) Costa Rica-i labdarúgó, jelenleg az amerikai élvonalbeli Chicago Fire támadója.
Utánpótlástornákon rendszeresen vett részt. Csapattag volt és gólt is szerzett a 2007-es U17-es labdarúgó-világbajnokságon. Ugyancsak részt vett a 2009-es U20-as labdarúgó-világbajnokságon, ahol csapatával negyedik helyen végzett. A bronzmérkőzésen az ő góljával vezetett Costa Rica a 91. percig, amikor Koman Vladimir büntetőből egyenlített, majd a tizenegyespárbajban alulmaradt a magyar csapattal szemben. Ezen a tornán három gólt szerzett.
2009-ben mutatkozott be a felnőtt válogatottban. A 2011-es CONCACAF-aranykupán a torna első két gólját ő szerezte. 2011-ben az orosz Premjer-Ligába szerződött.